# Lianhua Yingye Gongsi

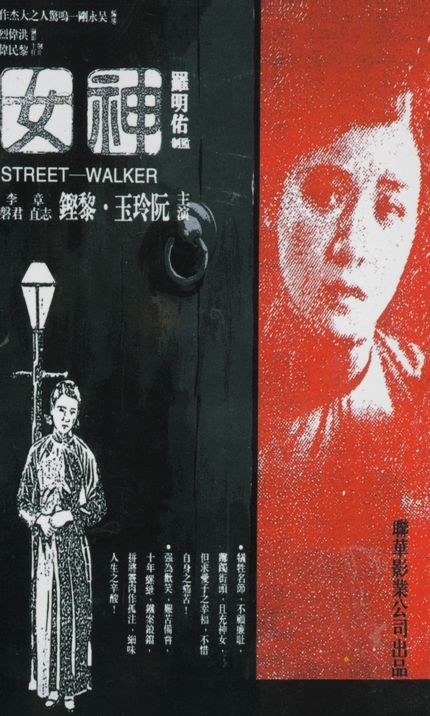
The Goddess film del 1934, un dels més famosos de Lianhua

Lianhua Yingye Gongsi (xinès tradicional: 聯華影業公司, xinès simplificat: 联华影业公司, pinyin: Liánhuá yǐngyè gōngsī, literalment 'Empresa cinematogràfica de la Xina Unida'), coneguda en anglès com United China Film Company, fou la tercera productora cinematogràfica xinesa més gran fins l’ocupació japonesa. Es va fundar amb capital cantonès i amb una bona xarxa de socis dins el Guomintang. Els caps inicials van ser pioners del cine cantonès instal·lats a Xanghai, Li Mingwei, Luo Mingyou i Lang Ping.

## Història
El 1930 es va formar per la fusió de North China Film Co., de Luo Mingyou, Minxin Film Company, de Li Minwei, Great China Baihe Film Company, de Wu Xingzai i Shanghai Film Company, de Dan Du Yu. Yi Shi va participar en l'estructura inicial. El nom complet original era "Lianhua Film Production and Printing Co., Ltd.".Després de 1932, va passar a anomenar-se Lianhua Film Company, amb la direcció general a Hong Kong.
Entre la dotzena de companyies de producció xineses que operaven a la dècada de 1930, Lianhua es va convertir ràpidament en una de les tres empreses més grans, juntament amb els estudis establerts de Mingxing i Tianyi.
Tot i que aquests estudis buscaven models en altres indústries cinematogràfiques, especialment Hollywood, els objectius declarats dels fundadors de Linhua eren elevar l'estàndard de les produccions nacionals, i arribar a nous públics a l'estranger.
Cal tenir en compte que segons un informe publicat per la secció cinematogràfica nord-americana del Departament de Comerç i citat per Dikštter (2006: 252), el 1927 la Xina tenia prop de 106 sales de cinema amb una capacitat total d’uns 68.000 butaques. Situades a les 18 ciutats més grans, 26 d’elles es trobaven a Xangai, amb noms colonials com ara: Carlton, Empire, Embassy, Palace, Victoria, i l'Odeon amb capacitat per a 1.420 persones.
Els ambiciosos estudis cinematogràfics dels anys 30 com Lianhua van ser galvanitzats per un sentiment de patriotisme, esperonat pels moviments polítics que pretenien unificar i empoderar la Nova República de la Xina, i per la seva part Linhua, en el seu moment, també va ser un símbol de modernitat, i va destacar especialment per la promoció i professionalització d'actrius xineses, que podien ajudar a la creació d'un nou model de dona xinesa. A més d'un fort bagatge polític, Lianhua també va incorporar molt talent cinematogràfic, amb directors, guionistes i actors molt reconeguts.

### Directors importants
- Bu Wancang, Sun Yu, Fei Mu, Cai Chuseng, Shi Dongshan, Wu Yonggang

També van col·laborar a Lianhua els Germans Wan, un grup de quatre germans nascuts a principis del segle xx a Nanjing, Xina. Es van convertir en els fundadors i pioners de la indústria xinesa de l'animació i van fer el primer llargmetratge d'animació asiàtic.

### Actors i actrius destacats
- Zi Luolan, JinYan, Gao Zhanfei, Ruan Lingyu, Zhou Lili, Li Lili, Chen Yanyan, Yuan Congmei, Zheng Junli, Lin Chuchu

## Filmografia
| ANY  | TÍTOL XINÈS           | TÍTOL ANGLÈS                 | DIRECTOR             | GUIONISTA    |
| 1931 | 一剪梅                | A Spray of Plum Blossoms     | Bu Wancang           | Huang Yicuo  |
| 1931 | 银汉双星              | Two Stars of the Milkiway    | Shi Dongshan         | Zhu Shilin   |
| 1931 | 桃花泣血記            | The Peach Girl               | Bu Wancang           | Bu Wancang   |
| 1931 | 恋爱与义务            | Love and Duty (Amor i deure) | Bu Wancang           | Zhu Shilin   |
| 1932 | 粉红色的梦/粉紅色的夢 | Pink Dream                   | Cai Chuseng          | Cai Chuseng  |
| 1932 | 野玫瑰                | Wild Rose                    | Sun Yu               |              |
| 1933 | 小玩意                | LittleToys (Playthings)      | Sun Yu               | Sun Yu       |
| 1933 | 都市夜晚              | Night in the City            | Fei Mu               |              |
| 1933 | 三个摩登女性          | Three Modern Women           | Bu Wancang           | Tian Han     |
| 1933 | 天明                  | Daybreak                     | Sun Yu               | Sun Yu       |
| 1934 | 大路                  | The Big Road                 | Sun Yu               | Sun Yu       |
| 1934 | 神女                  | The Goddess                  | Wu Yoggang           | Wu Yonggang  |
| 1934 | 漁光曲                | Song of the Fisherman        | Cai Chuseng          | Cai Chuseng  |
| 1934 | 体育皇后              | Queen of Sports              | Sun Yu               | Sun Yu       |
| 1935 | 新女性                | New Women                    | Cai Chuseng          | Sun Shiyi    |
| 1935 | 大路                  | The Great Road               | Sun Yu               | Sun Yu       |
| 1935 | 天伦                  | Song of China                | Fei Mu i Luo Mingyou | Zhong Shigen |
| 1935 | 新奴性                | New Women                    | Cai Chuseng          | Sun Shiyi    |
| 1936 | 狼山喋血记            | Blood on Wolf Mountain       | Fei Mu               | Fei Mu       |
| 1936 | 浪淘沙                | Waves Wash over The Sand     | Wu Yonggan           | Wu Yonggang  |
| 1937 | 慈母曲                | Mother´s Song                | Zhu Shilin           | Zhu Shilin   |
| 1937 | 联华交响曲            | Lianhua Symphony             | Cai Chuseng i altres |              |